# Vargas de Bedemar
Carl Friedrich August Grosse (Magdeburgo, 5 de junho de 1768 – Copenhaga, 15 de março de 1847), também conhecido por Eduardo Romeu, conde de Vargas-Bedemar, Edouard Romeo de Vargas de Bedemar ou por conde Vargas-Bedemar, foi um escritor, aventureiro, geólogo e geógrafo oriundo de Schleswig-Holstein, então parte do reino da Dinamarca, que adoptou o nome de uma das suas personagens de romance e, com esse nome, atingiu celebridade em toda a Europa, incluindo Portugal. Foi cavaleiro da Ordem de Malta (1795), coronel de artilharia e professor da escola desta arma em Nápoles. Adoptando o nome de Edouard Romeo Vargas de Bedemar, nome que aparentemente tinha criado num dos seus romances, e afirmado-se descendente de uma nobre família espanhola, passou a usar o título de "conde Vargas de Bedemar". Com esse nome, a partir de 1808 passou a residir em Copenhaga, onde em 1813 foi senador e em 1829 e 1842 co-director e director, respectivamente, do Museu Real de História Natural. Pertenceu desde 1806 à Real Academia Dinamarquesa de Ciências. Escreveu numerosas obras nas áreas da geografia e da geologia.

## Biografia
Carl Friedrich August Grosse nasceu em Magdeburgo a 15 de Janeiro de 1770, embora outras fontes o dêem como nascido em 1756. Iniciou muito jovem uma longa viagem pela Europa, que o levou a percorrer boa parte do continente. Durante esse período publicou alguns romances de carácter popular, criando a figura do conde Vargas de Bedemar, pseudónimo que adoptou, passando a intitular-se Edouard Romeo, conde de Vargas de Bedemar, afirmando ser descendente de uma família da nobreza espanhola.
Sob este nome terá desenvolvido uma aventurosa carreira militar, que o levou ao norte de África (Ceuta), onde um duelo com um superior o teria levado a procurar refúgio num navio que o traria para Marselha, entre muitas outras aventuras, embora na sua narração seja difícil distinguir a invenção literária da realidade. Daí parte para a Córsega e Itália, onde tem uma carreira meteórica, ascendendo a professor de artilharia na Real Academia Militar de Nápoles e a membro da Accademia Italiana.
Aparentemente como autodidacta, dedica-se ao estudo da geologia e da mineralogia, passando a interessar-se profundamente por estas matérias. A sua fama em matéria de geologia e mineralogia leva qua seja em 1806 nomeado membro da Real Academia Dinamarquesa de Ciências.
Com o advento das guerras napoleónicas, em 1809 fixa-se em Copenhaga, passando a frequentar a corte, assumindo rapidamente uma posição proeminante na vida social e cultural da cidade. Eleito senador, iniciou, com o apoio real e muito ao gosto da época, a criação de um Gabinete de Mineralogia, onde fossem coleccionados exemplares de rochas e minerais. Em 1829 e 1842 foi nomeado, respectivamente, co-director e director do Museu Real de História Natural, instituição onde o Gabinete fora integrado.
Para enriquecer a colecção mineralógica, iniciou um conjunto de viagens de exploração pela Escandinávia, explorando a Dinamarca, a Noruega, a Suécia, as ilhas Faroé, a Islândia e a Lapónia. Nestes territórios, mas em especial na Suécia e Noruega, elaborou as primeiras cartas geológicas e identificou numerosos depósitos minerais com potencial mineiro, em especial de ferro.
Para além da exploração geológica, os trabalhos de Vargas de Bedemar foram importantes para o conhecimento antropológico e cultural daquela região, em especial da Lapónia, então um território quase desconhecido da intelectualidade europeia.
Para além da Escandinávia, visitou as principais academias europeias e em 1835 partiu para Portugal, que visitou demoradamente e onde estudou a geologia do país. Nos anos seguintes visitou a Macaronésia, procurando encontrar rochas que provassem que aquelas ilhas eram os restos do continente afundado da Atlântida.
A sua passagem pelas ilhas atlânticas, onde chegou acompanhado de uma carta de recomendação do rei de Portugal que solicitava que fosse tratado com todas as honras, deu brado, tendo tido grande projecção social. Apresentando-se como defensor da teoria da Atlântica, teoria então já em descrédito nos meios científicos mas defendida pela intelectualidade local, os seus trabalhos deram novo alento à causa, sendo, apesar da sua medíocre fundamentação técnica e dos flagrantes erros de identificação de rochas neles contidos, citados durante mais de 150 anos por quase todos os autores que descreveram as ilhas.
Vargas de Bedemar faleceu em Copenhaga a 15 de Março de 1847. Deixou um filho, legitimado em 1817, de nome Alfons Vargas de Bedemar (1815 – 1902), que se celebrizou através da realização de uma viagem de exploração à Rússia em 1840.

## Vargas de Bedemar e os Açores
Nos anos de 1835 e 1836, o conde Edouard Romeo Vargas de Bedemar, anunciando-se como um geólogo e explorador dinamarquês com ampla experiência em trabalhos de campo na Escandinávia e no Mediterrâneo, e trazendo uma recomendação da casa real portuguesa para ser recebido com todas as honras, visitou os arquipélagos da Madeira e dos Açores numa viagem de estudo da geologia das ilhas.
Dessa viagem resultou, para além de um interessante diário de viagem, documento revelador das condições sociais da época, um conjunto de publicações sobre a geologia e génese dos arquipélagos dos Açores e Madeira. Essas publicações constituem hoje documentos interessantes para o conhecimento da evolução do pensamento científico sobre a geologia das ilhas e sobre a sua génese.
Vargas de Bedemar visita a Madeira e os Açores à procura daquilo que então se designava por "rochas primitivas", as marcas da crusta continental, que constituiriam a prova da existência da Atlântida. Nesse contexto, todo o seu trabalho se subordina à procura de resposta para aquela que, então, era a magna questão sobre a génese da Macaronésia: «Se existiu em época muito anterior àquela que a História conhece, algum continente ou grande ilha entre a Europa e a América, ou se os terrenos que se encontram actualmente neste espaço provêm de ter-se alteado o fundo do mar».
Apoiado na identificação de um "xisto argiloso primitivo, em camadas horizontais", na realidade um traquito alterado, Vargas de Bedemar conclui que nas ilhas "existem ainda fragmentos da antiga base duma grande ilha, ou de um continente, de que fizeram parte, as quais escaparam a uma grande catástrofe, que mais parece ter sido uma submersão, do que um alteamento por explosão".  Esta conclusão, em 1837, faz de Vargas de Bedemar um dos últimos cientistas a defender a teoria da subversão da Atlântida.
Contendo inúmeros erros, mesmo quando analisadas à luz dos saberes da época em que foram escritas, as publicações de Bedemar são reveladores do grande desconhecimento do seu autor em matéria de geologia e petrologia vulcânicas. Apesar disso, os seus artigos, por aceitarem ainda as velhas teorias da génese das ilhas assentes no mito da Atlântida, foram citados pelos mais diversos autores açorianos durante todo o século XIX.
As deficiências do trabalho de Bedemar, em particular a sua defesa da tese Atlântida, não escaparam, contudo, à crítica científica do seu tempo: logo em Abril de 1838, a The North American Review (volume 46, issue 99, April 1838, pp. 366-386) publicou uma resenha demolidora. Num artigo não assinado, mas muito seguramente da autoria do Dr. John White Webster, professor em Harvard e autor de um livro sobre a geologia da ilha de São Miguel, os argumentos de Bedemar são, com grande ironia, totalmente demolidos. Sobre um dos pontos crucias da tese de Bedemar, a descoberta do "xisto argiloso primitivo" eis o que diz o referido artigo: Count Vargas has made one notable discovery, of the honor of which we would on no account deprive him. It is that of "xisto argiloso primitivo" in the Island of Graciosa, a specimen of which we happen to have seen, marked, if not by his own hand, by his authority. It is as distinct trachyte with crystals of feldspar and vesicular cavities, as was ever found in a volcanic region. Sobre os grandes depósitos de barro próprio para cachimbos, afirma que a sua quantidade é tal que poderá satisfazer completamente ... the smokers, of whom there is no deficiency in the islands; a discovery (this last) so far exceeding in importance any other recorded in the Resumo, that its author deserves from the grateful Azoreans a perennial monument of pipe-stems.

## Publicações
Escreveu, entre outras obras, as seguintes:
- Om vulcaniska Producter fra Island (1817);
- Schreiben des berühmten Mineralogen Edward Grafen von Vargas an den Baron von Schubarth über den neuesten Ausbruch des Vesuvs. Annalen der Physik, band 19, p. 177, (1805);
- Die Insel Bornholm um geognostichen Hinsicht (1818);
- Reise nach dem hohen Norden durch Schweden, Norwegen und Lappland in den Jahren 1810-1814 (1819-1820);
- Resumo de observações geológicas feitas em uma viagem às ilhas da Madeira, Porto Santo e Açores nos anos de 1835 e 1836 (1837);
- Vários artigos, especialmente sobre mineralogia e geologia, na revista dinamarquesa Tidskrift f. Naturvid.

No campo do romance, foi autor, entre outras obras, das seguintes:
- Über das Erhabene, Göttingen/Leipzig 1788
- Helim oder über die Seelenwanderung, Zittau 1789
- Der Genius. Aus den Papieren des Marquis C* von G**, Halle 1790-94
- Kleine Romane, 4 Bände, Halle 1793-95
- La Palinière, Halle 1793
- Der Dolch, 4 Teile, Berli 1794/95 (auch engl.: The dagger, 1795)
- Spanische Novellen, 4 Teile, Berlin 1794-96
- Morgenländische Erzählungen, Berlin 1795
- Der Blumenkranz, 2 Teile, Zittau 1795/96
- Chlorinde, Berlin 1796
- Liebe und Treue, 2 Bände, Halle 1796/97
- Decameron vom Grafen von Vargas, Berlin 1797
- Der zerbrochene Ring, 2 Teile, Berlin 1797